# Andreas Mehler
Andreas Mehler (* 2. Februar 1963) ist ein deutscher Politikwissenschaftler und Afrika-Experte. Seit Oktober 2015 leitet Mehler das Arnold-Bergstraesser-Institut Freiburg und ist Professor für Entwicklungstheorien und Entwicklungspolitik am Politikwissenschaftlichen Seminar der Universität Freiburg.

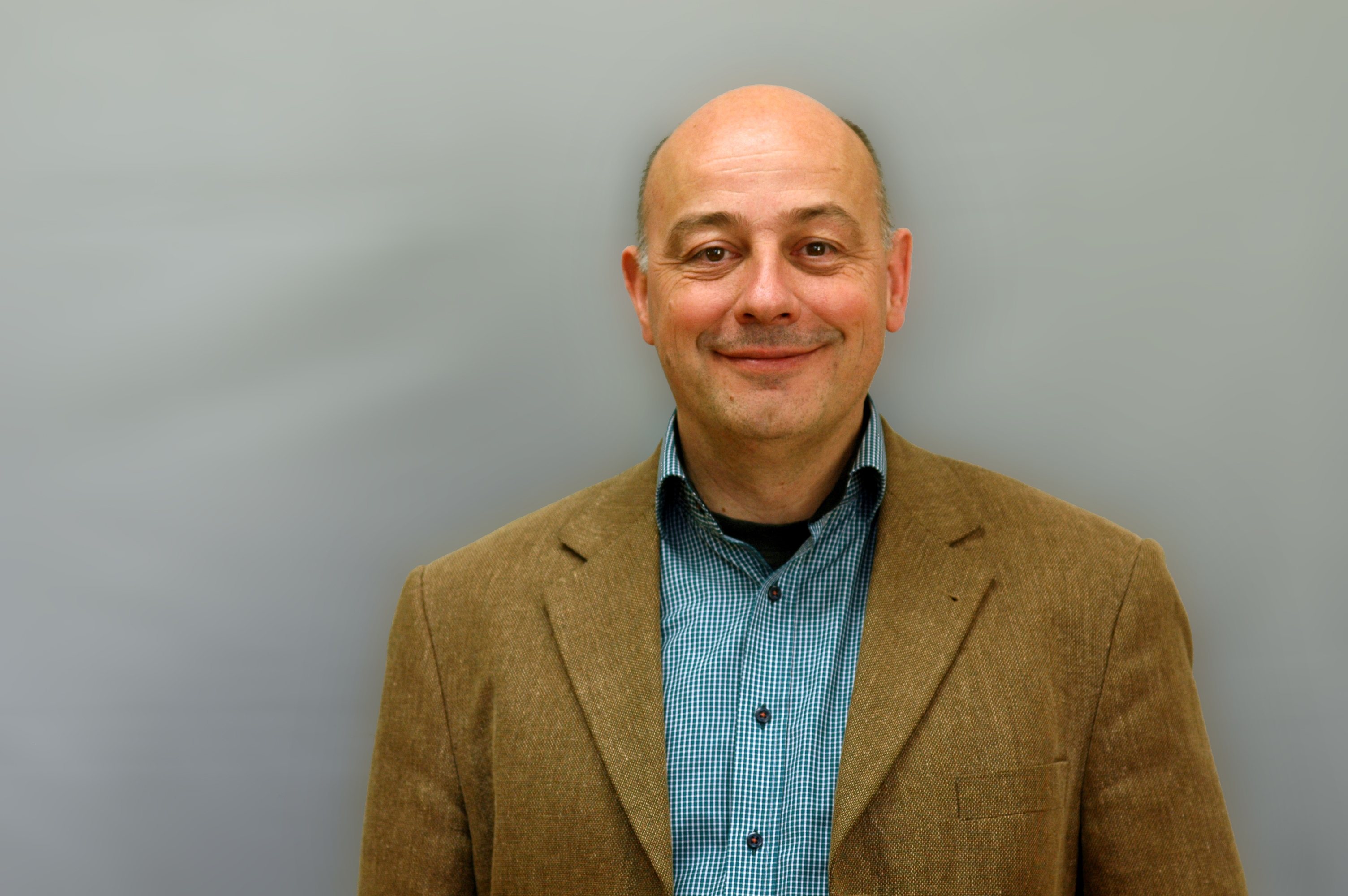
Andreas Mehler (2020)

## Leben
Mehler studierte Politikwissenschaft und Geschichte an der Universität Mannheim. Für seine Magisterarbeit zum Thema „Die nachkolonialen Staaten Schwarzafrikas zwischen Legitimität und Repression“ wurde er mit dem Lorenz-von-Stein-Preis der Universität Mannheim für die beste sozialwissenschaftliche Abschlussarbeit 1988 ausgezeichnet. Seine Dissertation mit dem Titel „Kamerun in der Ära Biya. Bedingungen, erste Schritte und Blockaden einer demokratischen Transition“ legte er 1993 vor, seine Habilitation mit dem Titel „African Security – changing perspectives on a rare good and its providers“ 2011.
Nach Stationen als wissenschaftlicher Mitarbeiter an der Universität Hamburg (1989–1992), am Institut für Afrikakunde in Hamburg (1994–1999) und beim EU Conflict Prevention Network in Berlin (2000–2002) übernahm er von 2002 bis 2015 die Stelle des Direktors des Instituts für Afrika-Kunde in Hamburg (ab 2006: GIGA Institut für Afrika-Studien).
Mehler ist Initiator und Vorsitzender des Exekutivrats des Merian Institute for Advanced Studies in Africa sowie Gründungsmitglied und Vorstandsvorsitzender von CrossArea e. V. Er war sowohl stellvertretender Vorsitzender und Schatzmeister der Vereinigung für Afrikawissenschaften in Deutschland (VAD; 2002–2016), als auch Mitglied des Vorstands von AEGIS (Africa-Europe Group for Interdisciplinary Studies; 2008–2016), Mitglied des Beirats der Initiative des Bundespräsidenten „Partnerschaft mit Afrika“ (2005–2008) und Mitglied des Beirats für Konfliktprävention der Bundesregierung (2013–2015).
2015 wurde Mehler für die Professur Entwicklungstheorien und Entwicklungspolitik am Politikwissenschaftlichen Seminar der Universität Freiburg berufen. Teil der Professur ist gleichermaßen die Leitung des an die Universität angeschlossenen Arnold-Bergstraesser-Instituts Freiburg. Seine Forschungsschwerpunkte sind Machtteilung nach Friedensabkommen, gewaltsame Konflikte, Krisenprävention, Staat und Staatlichkeit, deutsche und französische Afrikapolitik.

## Schriften
Von 2009 bis 2018 war Mehler Mitherausgeber des wissenschaftlichen Open-Access-Journals Africa Spectrum (zusammen mit Henning Melber; letzte Ausgabe unter dieser Redaktion war 1/2018). Mit verschiedenen Mitherausgebern veröffentlicht er das jährlich erscheinende „Africa Yearbook. Politics, Economy and Society South of the Sahara“ bei Brill (Leiden; 2005 – laufend). Er ist Mitglied der wissenschaftlichen Beiräte von African Affairs, Critique Internationale und International Area Studies Review.